# Belgrade (Maine)
Belgrade – miasto w Stanach Zjednoczonych, w stanie Maine, w hrabstwie Kennebec.